# Dry Creek (Alasca)
Dry Creek é uma Região censo-designada localizada no estado americano de Alasca, no Southeast Fairbanks Census Area.

## Demografia
Segundo o censo americano de 2000, a sua população era de 128 habitantes.

## Geografia
De acordo com o United States Census Bureau, a localidade tem uma área de 405,4 km², dos quais 405,2 km² cobertos por terra e 0,2 km² cobertos por água.

## Localidades na vizinhança
O diagrama seguinte representa as localidades num raio de 56 km ao redor de Dry Creek.